# Hôtel de département de la Seine-Maritime
L'hôtel de département de Seine-Maritime est un bâtiment situé à Rouen, en France qui accueille le conseil départemental de la Seine-Maritime. À l'origine, il est conçu comme l'hôtel de préfecture.
L'ensemble accueille également les le service départemental des Archives dans la haute tour.

## Localisation
L'hôtel du département est situé sur la rive gauche quai Jean-Moulin.

## Historique
Construit de 1957 à 1965, l'actuel hôtel du département est le siège de ce qui avait pour ambition d'être « la préfecture de l'an 2000 ».
L'installation des services de l'État et du département rive gauche est décidée dès 1943 dans le plan Gréber. Ce regroupement participe du rééquilibrage des équipements entre les rives droite et gauche de Rouen. Il est ainsi actualisé au sortir de la guerre et activement défendu par Jean Mairey, le préfet de Seine-Inférieure entre avril 1946 au juillet 1954. Le projet est porté par les architectes Henri Bahrmann, Raoul Leroy et Rodolphe Dussaux qui conçoivent ainsi à partir de 1958 un ensemble résolument moderne, inspiré notamment des idées de Le Corbusier et de Marcel Lods. 
Les bâtiments A, B, C et D ainsi que la tour des archives sont inscrites au titre des monuments historiques depuis le 28 octobre 2020 : la mesure de protection concerne à la fois les façades et toitures mais aussi de multiples espaces intérieurs comme les escaliers, certains niveaux en entier, les halls, les salles de conférences et de commissions ou l'abri antiatomique.

## La tour des archives
Construite à l'angle d'un des bâtiments, la tour des archives est composée de 28 étages.